# Quévreville-la-Poterie
Quévreville-la-Poterie – miejscowość i gmina we Francji, w regionie Normandia, w departamencie Sekwana Nadmorska.
Według danych na rok 1990 gminę zamieszkiwały 1044 osoby, a gęstość zaludnienia wynosiła 223 osoby/km² (wśród 1421 gmin Górnej Normandii Quévreville-la-Poterie plasuje się na 220. miejscu pod względem liczby ludności, natomiast pod względem powierzchni na miejscu 713.).